# Gerhard Holzer
Gerhard Holzer (* 17. Oktober 1912 in Berlin; † 31. Juli 1937 in Berlin-Plötzensee) war ein Elektriker, Funktionär des Kommunistischen Jugendverbandes Deutschlands (KJVD) und Widerstandskämpfer gegen den Nationalsozialismus jüdischer Herkunft, ungarischer Staatsbürger.
Gerhard Holzer, Sohn des Elektrotechnikers David Holzer (1872–1929) und seiner Frau Sophie, geb. Levy (1883–?) besuchte in Berlin die Volksschule und anschließend die Realschule Diestelmeyer in Berlin-Friedrichshain. Er absolvierte eine Ausbildung zum Elektriker und fand eine Anstellung im Installationsgeschäft der Eltern, das die Mutter nach dem Tod des Vaters am 12. Dezember 1929 allein führte. Von 1926 bis 1930 war er Mitglied des jüdischen Kameradschaftsbundes, 1930 wurde er Mitglied des Kommunistischen Jugendverbandes Deutschlands (KJVD), bald darauf Literaturobmann im UB Alexanderplatz, dann Org.–Leiter und bis 1932 Pol.–Leiter der Zelle Jannowitz sowie Mitglied der Roten Hilfe.
Holzer entschloss sich, in die Sowjetunion auszureisen, in Swerdlowsk absolvierte er eine Ausbildung zum Gießer in einem Staatsbetrieb und war dort bis Juni 1934 als Former tätig. Von August bis November 1934 besuchte er die Schule der Kommunistischen Jugendinternationale in Chotkowa bei Moskau, später reiste er mit gefälschtem Pass als Robert Adam aus Düsseldorf in die Tschechoslowakei ein, wo er in Prag von Kurt Hager für die illegale Tätigkeit in Deutschland instruiert wurde, bevor er nach Deutschland einreiste. Er hielt sich zunächst in Berlin auf und war aktiv im illegalen Apparat der KPD, später in Hamburg (22. Dezember 1934 bis Juni 1935) und schließlich in Magdeburg (Juni bis September 1935). Er sollte Betriebszellen aufbauen und Informationen aus den großen Rüstungswerken sammeln. Schwerpunkt seines Einsatzes waren die Maschinenfabrik Buckau R. Wolf, die Polte Armaturen- und Maschinenfabrik und das Krupp Grusonwerk in Magdeburg-Buckau, wo er u. a. zusammen mit dem Lichtpauser Reinhold Julius den Widerstand zu organisieren versuchte.
Am 6. September 1935 wurde Gerhard Holzer von der Gestapo in Magdeburg wegen "illegaler Betätigung" festgenommen und am 14. September entlassen. Eine weitere Festnahme erfolgte am 26. September, diesmal wurde er am 4. Oktober an das Amtsgericht überstellt. Am 7. November 1935 wurde er des Hochverrats angeklagt. Eine weitere Festnahme erfolgte wegen "K.P.D. Umtriebe" am 27. Februar 1936, diesmal zusammen mit Otto Keßler, dem Musiker Jakob Westermann und dem Schlosser Walter Nisius, alle aus Magdeburg stammend. Am 4. März wurde Holzer der Stapo Leipzig überstellt. Mit einer Nachtragsschrift vom 14. Juli 1936 wurde er auch des Landesverrats angeklagt. Gerhard Holzer wurde am 11. September 1936 zum Tode verurteilt. Ein Gnadengesuch beim Volksgerichtshof vom 27. Oktober 1936 wurde abgewiesen, ein Antrag auf Wiederaufnahme des Verfahrens vom 16. März 1937 am 12. April als unzulässig verworfen. Auch ein an Hitler gerichtetes Gnadengesuch vom 20. April 1937 wurde abgelehnt und Holzer am 31. Juli 1937 in der Strafanstalt Berlin-Plötzensee durch Enthaupten hingerichtet. Laut Niederschrift vom Vollzug der Hinrichtung erklärte Holzer nach Verlesung der Urteilsformel „mit ruhiger und fester Stimme: ‚Es gibt keine Gerechtigkeit im Dritten Reich‘“; danach „mit lauter Stimme: ‚Es lebe die Rote Internationale‘“. Die Beisetzung seiner Urne erfolgte am 9. August 1937 zunächst auf dem Friedhof Marzahn, später konnte die Ungarische Gesellschaft erwirken, dass die Urne am 2. Juni 1938 im Grab des Vaters auf dem jüdischen Friedhof in Weißensee (Feld B7, Reihe 7) beigesetzt wurde.
Am 28. Juli 2025 wurden in einer Gemeinschaftsaktion der Stolperstein-Initiative Berlin-Mitte und der städtischen Arbeitsgruppe „Stolpersteine für Magdeburg“ Stolpersteine für Sophie und Gerhard Holzer in Höhe der ursprünglichen Lage des Wohnhauses Ifflandstr. 4 verlegt. Gerhard Holzers Name findet sich außerdem in Magdeburg auf dem Mahnmal für die Magdeburger Widerstandskämpfer im Steubenpark. 
Holzers älterer Bruder Richard (1911–1975) gehörte wie seine Frau Charlotte der "Gruppe Herbert Baum" an. Die Mutter Sophie Holzer wurde am 26. Oktober 1943 mit einem "Sondertransport von 45 ausl. Juden" von Berlin in das Konzentrationslager Ravensbrück deportiert, von dort am 3. Oktober 1944 in das Konzentrationslager Auschwitz.